# Lize Kop
Lize Kop (1998. március 17. –) világbajnoki ezüstérmes holland női válogatott labdarúgókapus. Az Ajax játékosa.

## Pályafutása

### A válogatottban
Lengyelország ellen mutatkozott be a válogatottban 2019. március 4-én.

## Sikerei

### Klubcsapatokban
Holland bajnok (2):
- Ajax (1): 2017–18

 Holland kupagyőztes (2):
- Ajax (2): 2017–18, 2018–19

### A válogatottban
Hollandia
- Világbajnoki ezüstérmes: 2019
- Algarve-kupa győztes: 2018
- U19-es női Európa-bajnok: 2014